# 더치 레너드 (1892년)

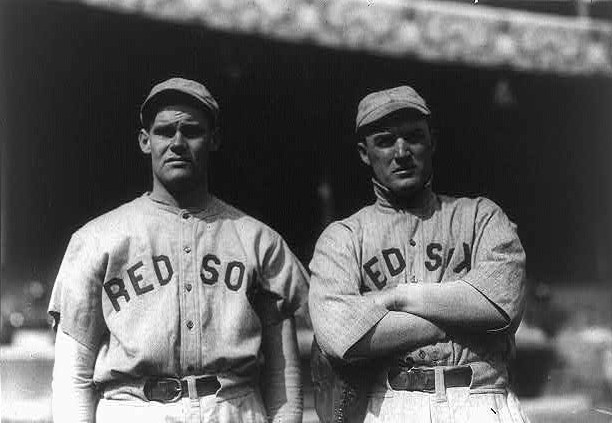
허버트 B. 더치 레너드 (왼쪽)와 카리, 1916

허버트 벤자민 더치 레너드(Hubert Benjamin "Dutch" Leonard, 1892년 4월 16일 - 1952년 7월 11일)는 메이저 리그 야구 시절 1913 ~ 1921년 그리 1924 ~ 1925년 11년간 경력을 가진 미국의 좌완 투수였다. 그는 보스턴 레드 삭스 (Boston Red Sox)와 디트로이트 타이거스 (Detroit Tigers)에서 뛰었으며 1914년 0.96에서 가장 낮은 단일 시즌 평균자책(ERA)을 기록했다 . 전적 기록 보유자는 팀 키로 1880년에 평균자책점 0.86을 기록했다. 그는 10년 후 내셔널 리그에서 투구한 것과 같은 이름의 더치 레너드(우완 투수)와 혼동해서는 안된다.

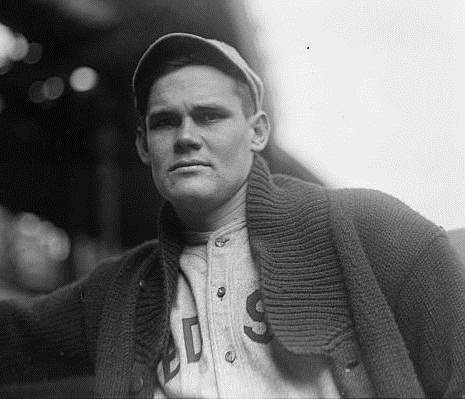
더치 레너드

## 같이 보기
- 메이저 리그 야구 연간 ERA 지도자의 명부
- 메이저 리그 야구 타자리스트